# Joseph Brennan (duchowny)
Joseph Vincent Brennan (ur. 20 marca 1954 w Van Nuys) – amerykański duchowny rzymskokatolicki, biskup Fresno od 2019.

## Życiorys
Święcenia kapłańskie otrzymał 21 czerwca 1981 i został inkardynowany do archidiecezji Los Angeles. Przez 30 lat pracował duszpastersko w wielu parafiach archidiecezji. W 2012 został jej wikariuszem generalnym i kanclerzem kurii.
21 lipca 2015 papież Franciszek mianował go biskupem pomocniczym archidiecezji Los Angeles oraz biskupem tytularnym Trofimiana. Sakry udzielił mu 8 września 2015 metropolita Los Angeles - arcybiskup José Horacio Gómez. Odpowiadał za region duszpasterski San Fernando.
5 marca 2019 został mianowany biskupem ordynariuszem diecezji Fresno, zaś 2 maja 2019 kanonicznie objął urząd.